# 大垣女子短期大学
大垣女子短期大学（おおがきじょしたんきだいがく、英語: Ogaki Woman's College）は、岐阜県大垣市西之川町1丁目109番地に本部を置く日本の私立大学。1969年創立、1969年大学設置。

## 概観

### 大学全体
- 岐阜県大垣市内に所在する日本の私立短期大学で、設置主体は学校法人大垣総合学園[1]。
- 1969年に1学科体制で開学[2]。その後、増設により複数の学科を擁するようになり、ピーク時の1学年定員は860人とかなり大規模な時期（1992年度）もあったが、諸事情により廃止になっている学科もあり規模が縮小している。
- 2016年1月、経営基盤の強化を図るため、岐阜経済大学と運営する学校法人の合併に向けた協議を開始し[3]、2017年に学校法人は合併した。

### 建学の精神（校訓・理念・学是）
- 大垣女子短期大学における建学の精神は「中庸を旨とし勤労を尊び、職業人としての総合能力を有する人間性豊かな人材の育成」となっている。
- 「学生中心の教育」、「徳育を重視し、知育・体育とバランスのとれた教育」、「環境を重視した教育」、「地域社会に貢献できる教育」が教育基本理念とされている。

### 教育および研究
- 大垣女子短期大学における教育で特筆すべきは、デザイン美術科に、マンガコースやアートアニメーションコースといった全国でもユニークなコースが置かれている。「ストーリーマンガ」や「アニメーション表現」などの科目がある。漫画家を目指すためのカリキュラムが用意されている。
- 音楽療法士を育てるコースがある音楽総合学科、保育者を育てる幼児教育学科、歯科衛生士を育成する歯科衛生学科がある。

### 学風および特色
- 大垣女子短期大学は、2005年度財団法人短期大学基準協会による第三者評価の結果、適格認定されている。
- かつて大垣市はじめ同市近隣の郡部・遠くは滋賀県彦根市の工場（主に紡績関連）が短大に出資し、工場で働く勤労学生の為の3年課程の昼夜交代制「第三部」も設置されていたが、同部は2003年募集停止、2005年全廃となり、現在は全日制（第三部に対し「第一部」と呼ばれる）のみがある。
- 3年課程は幼児教育学科で2007年4月に復活している（2年課程とは違いゆとりあるカリキュラム編成をとる）。
- 近年、出版社などとタイアップして本格的なプロ漫画家・アシスタントの養成を目指すデザイン美術科におけるマンガコースの存在が出色となっている。
- デザイン美術学科の在学生・卒業生の作品を中心に展示する美術館「ギャラリーみずき」が設置され、一般公開されている（要事前連絡）。

## 沿革
- 1969年
  - 2月8日 左記を以て文部省[注 2]より短期大学の設置が認可される[4]。
  - 4月1日 大垣女子短期大学が以下の学科体制にて開学[注 3]。
    - 幼児教育科 入学定員100名
- 1970年
  - 4月1日 幼児教育学科に三部を増設し[8]、以下の学科体制に整える[注 4]。
    - 幼児教育科
      - 第一部 入学定員100名[注釈 1]
      - 第三部 入学定員200名[注釈 1]

  - 5月1日 学生数[14]/定員
    - 幼児教育科 644[注釈 2]/400[注釈 3]
- 1971年
  - 4月1日 以下の学科を増設する[注 5]。
    - 美術科[注釈 4]
    - 音楽科[注釈 4]

  - 5月1日 学生数[18]/定員
    - 幼児教育科 811[注釈 2]/600[注釈 3]
    - 美術科 ？[注釈 5]/50
    - 音楽科 ？[注釈 5]/50
- 1972年
  - 5月1日 学生数[19]/定員
    - 幼児教育科 19？[注釈 2]/800[注釈 3]
    - 美術科 20[注釈 2]/100
    - 音楽科 61[注釈 2]/100
- 1973年
  - 5月1日 学生数[20]/定員
    - 幼児教育科 1607[注釈 2]/800[注釈 3]
    - 美術科 31[注釈 2]/100
    - 音楽科 77[注釈 2]/100
- 1974年
  - 4月1日 以下の学科を増設する[注 6]。
    - 保健科[注 7]
- 1975年
  - 5月1日 学生数[24]/定員
    - 幼児教育科 1836[注釈 2]/800[注釈 3]
    - 美術科 24[注釈 2]/100
    - 音楽科 86[注釈 2]/100
    - 保健科 91[注釈 2]/100
- 1976年
  - 4月1日 幼児教育科第三部の入学定員を200→350に増員[注 8]。
  - 5月1日 学生数[28]/定員
    - 幼児教育科 1896[注釈 2]/950[注釈 3]
    - 美術科 26[注釈 2]/100
    - 音楽科 85[注釈 2]/100
    - 保健科 138[注釈 2]/100
- 1977年
  - 4月1日 保健科に第三部を増設し、以下の学科体制に整備される[29]。
    - 保健科
      - 第一部 入学定員50名
      - 第三部 入学定員100名[注 9]

  - 5月1日 学生数[31]/定員
    - 幼児教育科 1,691[注釈 2]/1100[注釈 3]
    - 美術科 34[注釈 2]/100
    - 音楽科 110[注釈 2]/100
    - 保健科 [注釈 2]/200[注釈 3]
- 1985年
  - 5月1日 学生数[32]/定員
    - 幼児教育科 
      - 第一部 174[注釈 2]/200
      - 第三部 1,252[注釈 2]/1,050

    - 美術科 57[注釈 2]/100
    - 音楽科 115[注釈 2]/100
    - 保健科 
      - 第一部 122[注釈 2]/100
      - 第三部 417[注釈 2]/300
- 1986年
  - 5月1日 学生数[33]/定員
    - 幼児教育科 
      - 第一部 181[注釈 2]/200
      - 第三部 1,112[注釈 2]/1,050

    - 美術科 62[注釈 2]/100
    - 音楽科 113[注釈 2]/100
    - 保健科 
      - 第一部 126[注釈 2]/100
      - 第三部 408[注釈 2]/300
- 1987年
  - 4月1日 保健科を歯科衛生科に改称[注 10]。
  - 5月1日 学生数[38]/定員
    - 幼児教育科 
      - 第一部 ？[注釈 6]/200
      - 第三部 1,182[注釈 2]/1,050

    - 美術科 59[注釈 2]/100
    - 音楽科 129[注釈 2]/100
    - 歯科衛生科 
      - 第一部 492[注釈 2]/100
      - 第三部 ？[注釈 6]/300
- 1990年
  - 4月1日 美術科をデザイン美術科に改称[注 11]。
- 1991年
  - 4月1日 以下の学科を増設する[注 12]。
    - 国際教養科 入学定員100名[注 13]

  - 5月1日 学生数[45]/定員
    - 幼児教育科 
      - 第一部 267[注釈 2]/200
      - 第三部 760[注釈 2]/1,050

    - デザイン美術科 124[注釈 2]/100
    - 音楽科 117[注釈 2]/100
    - 歯科衛生科 
      - 第一部 116[注釈 2]/100
      - 第三部 356[注釈 2]/300

    - 国際教養科 78[注釈 2]/100
- 1992年
  - 4月1日 以下、入学定員増あり[注 14]。
    - デザイン美術科 50→80
    - 音楽科 50→80

  - 5月1日 学生数[注 15]/定員
    - 幼児教育科 
      - 第一部 276[注釈 2]/200
      - 第三部 720[注釈 2]/1,050

    - デザイン美術科 152[注釈 2]/130
    - 音楽科 137[注釈 2]/130
    - 歯科衛生科 
      - 第一部 126[注釈 2]/100
      - 第三部 342[注釈 2]/300

    - 国際教養科 202[注釈 2]/200
- 1993年
  - 5月1日 学生数[51]/定員
    - 幼児教育科 
      - 第一部 1,002？[注釈 2]/200
      - 第三部 704[注釈 2]/1,050

    - デザイン美術科 182[注釈 2]/160
    - 音楽科 212[注釈 2]/160
    - 歯科衛生科 
      - 第一部 472？[注釈 2]/100
      - 第三部 335[注釈 2]/300

    - 国際教養科 263[注釈 2]/200
- 1994年
  - 4月1日 幼児教育科第三部の入学定員を350→200に減員[注 16]
  - 5月1日 学生数[53]/定員
    - 幼児教育科 
      - 第一部 310[注釈 2]/200
      - 第三部 620[注釈 2]/900

    - デザイン美術科 207[注釈 2]/160
    - 音楽科 243[注釈 2]/160
    - 歯科衛生科 
      - 第一部 145[注釈 2]/100
      - 第三部 303[注釈 2]/300

    - 国際教養科 275[注釈 2]/200
- 1995年
  - 5月1日 学生数[54]/定員
    - 幼児教育科 
      - 第一部 290[注釈 2]/200
      - 第三部 551[注釈 2]/750

    - デザイン美術科 232[注釈 2]/160
    - 音楽科 227[注釈 2]/160
    - 歯科衛生科 
      - 第一部 146[注釈 2]/100
      - 第三部 255[注釈 2]/300

    - 国際教養科 255[注釈 2]/200
- 1996年
  - 5月1日 学生数[55]/定員
    - 幼児教育科 
      - 第一部 262[注釈 2]/200
      - 第三部 475[注釈 2]/600

    - デザイン美術科 215[注釈 2]/160
    - 音楽科 217[注釈 2]/160
    - 歯科衛生科 
      - 第一部 136[注釈 2]/100
      - 第三部 222[注釈 2]/300

    - 国際教養科 204[注釈 2]/200
- 1997年
  - 4月1日 以下の学科については、この年度で学生募集を最終とする[注 17]。
    - 歯科衛生学科第三部[注釈 7]

  - 5月1日 学生数[59]/定員
    - 幼児教育科 
      - 第一部 273[注釈 2]/200
      - 第三部 404[注釈 2]/600

    - デザイン美術科 208[注釈 2]/160
    - 音楽科 204[注釈 2]/160
    - 歯科衛生科 
      - 第一部 141[注釈 2]/100
      - 第三部 229[注釈 2]/300

    - 国際教養科 133[注釈 2]/200
- 1998年
  - 4月1日 以下の学科については、この年度で学生募集を最終とする[注 18]。
    - 国際教養科[注釈 7]

  - 5月1日 学生数[61]/定員
    - 幼児教育科 
      - 第一部 288[注釈 2]/200
      - 第三部 429[注釈 2]/600

    - デザイン美術科 185[注釈 2]/160
    - 音楽科 168[注釈 2]/160
    - 歯科衛生科 
      - 第一部 152[注釈 2]/100
      - 第三部 141[注釈 2]/200

    - 国際教養科 83[注釈 2]/200
- 1999年　歯科衛生科第一部の入学定員を50→80に増員[62][63]
  - 4月1日
  - 5月1日 学生数[64]/定員
    - 幼児教育科 
      - 第一部 272[注釈 2]/200
      - 第三部 398[注釈 2]/600

    - デザイン美術科 177[注釈 2]/160
    - 音楽科 148[注釈 2]/160
    - 歯科衛生科 
      - 第一部 165[注釈 2]/100
      - 第三部 69[注釈 2]/100

    - 国際教養科 33[注釈 2]/200
- 2000年
  - 4月1日 幼児教育科第三部の入学定員を200→100に減員[注 19]。
- 2001年
  - 4月1日 歯科衛生科第一部を歯科衛生科に改称[注 20]。
- 2002年
  - 4月1日
    - 幼児教育科第三部の入学定員を100→50に減員[注 21]。
    - 以下の学科については、この年度で学生募集を最終とする[注 22]。
    - 幼児教育科第三部[注 23]
- 2003年
  - 4月1日 この年度の入学生より歯科衛生科の修業年限を2年を3年に延長[注 24]。
- 2004年
  - 4月1日 音楽科を音楽総合科に改称[注 25]。
- 2005年
  - 4月1日 この年度の入学生より幼児教育科第一部を幼児教育科に改称[注 26]。
- 2007年
  - 4月1日 この年度の入学生より幼児教育科修業年限を2年から3年に延長[注 27]。
- 2008年
  - 4月1日 歯科衛生科の入学定員を80→50に減員[注 28]。
- 2010年
  - 4月1日 以下、学科の減員あり[注 29]。
    - 幼児教育科 100→50
    - デザイン美術科 80→50
- 2012年
  - 4月1日 学校法人日本中央学園から日本中央看護専門学校が譲渡される[84]。
  - 5月1日 学生数[85]/定員
    - 幼児教育科 106[注釈 2]/150
    - デザイン美術科 77[注釈 2]/100
    - 音楽総合科 110[注釈 2]/100
    - 歯科衛生科 123[注釈 2]/150
- 2013年
  - 4月1日 以下の学科を増設する[注 30]。
    - 看護学科 入学定員100名

  - 5月1日 学生数[85]/定員
    - 幼児教育科 116[注釈 2]/150
    - デザイン美術科 81[注釈 2]/100
    - 音楽総合科 104[注釈 2]/100
    - 歯科衛生科 172[注釈 2]/150
    - 看護学科 93[注釈 2]/100
- 2015年
  - 4月1日 以下、学科名の改称あり[注 31]。
    - 幼児教育科→幼児教育学科
    - デザイン美術科→デザイン美術学科
    - 音楽総合科→音楽総合学科
    - 歯科衛生科→歯科衛生学科
- 2017年
  - 4月1日 学校法人岐阜経済大学と学校法人大垣女子短期大学が合併し、学校法人大垣総合学園となる。学校法人大垣女子短期大学は解散し、大垣女子短期大学の学校法人は大垣総合学園となる[注 32]。
- 2018年
  - 4月1日 以下の学科については、この年度で学生募集を最終とする[注 33]。
    - 看護学科[注 34]

## 基礎データ

### 所在地
- 岐阜県大垣市西之川町1丁目109番地

### 交通アクセス
- JR東海道本線・養老鉄道養老線大垣駅下車。

### 象徴
- 大垣女子短期大学のマスコットキャラクターは「みずっきー」であり、2001年の創立30周年（実際は32年）を記念して誕生した[注 35]。

## 教育および研究

### 組織

#### 学科
- 幼児教育学科[注釈 8]
- デザイン美術学科[注釈 8]
- 音楽総合学科[注釈 8]
- 歯科衛生学科[注釈 8]

##### 過去にあった学科
- 幼児教育科
  - 第一部→幼児教育学科
  - 第三部 入学定員50名[注 36]
- 歯科衛生科
  - 第一部→歯科衛生学科
  - 第三部 入学定員100名[注 37]
- 国際教養科 入学定員100名[注 38]
- 看護学科 入学定員100名[注 39]

#### 専攻科
- なし

#### 別科
- なし

##### 取得資格について
- 保育士資格と幼稚園教諭二種免許状が幼児教育科にて取得できる[注 40]
- 歯科衛生士の受験資格が歯科衛生科にて取得できる[注 41]。
- 音楽療法士2種資格が音楽総合科音楽療法コースにて取得できる。
- かつては教職課程として中学校教諭二種免許状が設置されていた。
  - 美術：デザイン美術科[注 42]
  - 音楽：音楽総合科の前身である音楽科にて設置されていた[注 43]
  - 保健：歯科衛生科の前身である保健科にて設置されていた[注 44]。

### 教育
- 質の高い大学教育推進プログラム
  - 「地域の子育て施策を活用した教育方法の改善」において2008年に採択されている。

### 研究
- 『大垣女子短期大学教育紀要』[105]
- 『大垣女子短期大学研究紀要 学術論文編』[106]
- 『歯科衛生士学生教育におけるコミュニケーション・スキルの定着に関する研究』[107]
- 『岐阜県の音楽文化の発展と可能性の調査研究報告書』[108]
- 『大垣女子短期大学紀要 = Bulletin of Ogaki Women's College』[109]

## 学生生活

### クラブ活動・サークル活動
- 大垣女子短期大学のクラブ活動
  - 体育系：テニスほか
  - 文化系：軽音楽・写真ほか

### 学園祭
- 大垣女子短期大学の学園祭は「みずき祭」と呼ばれ毎年、概ね10月に行われている。

### スポーツ
- 岐阜県私立短期大学体育大会に参加している。

## 大学関係者と組織

### 大学関係者一覧
- 内本実：元学長
- しのだひでお：非常勤講師→教授、副学長（2011年退任）
- 桑原未代子：元教授
- サトシン：客員教授
- 田中久志：デザイン美術学科長、教授[110]

#### 出身者
- 宇徳敬子：歌手
- 坂ノ睦 - 漫画家

## 施設

### キャンパス
- A号館
- B号館
- 20周年記念館（C号館）
  - エントランスホール
  - 学生食堂
  - 多目的ホール
- E号館講堂
- F号館
- G号館
- K号館
- 球技コート
- 学生会館みずき
- ほか、学内にある庭園「みずきの郷」には「みずきの森水」と名付けられた湧水がある。

### 寮
- 大垣女子短期大学には「岩田寮」・「寿寮」などの学生寮があった。現在、学校が所有する寮はない。

## 対外関係

### 他大学との協定

#### 国内大学
- 放送大学[111]
- かつて、国際教養科があった時分、アメリカのバートルズビル・ウエスリアン大学・パシフィック大学との交流があった。

## 社会との関わり
- 公開講座や出前講座がある。

## 卒業後の進路について

### 編入学・進学実績
- 岐阜女子大学・愛知産業大学などが実績としてあげられる。